# List Barnaby
List Barnaby (gr. Βαρναβα επιστολη, łac. Epistula Barnabae) – pseudoepigraficzny tekst w języku greckim, dawniej przypisywany św. Barnabie, należący do grupy pism ojców apostolskich. Do IV w. n.e. bywał zaliczany do  ksiąg kanonicznych (Klemens Aleksandryjski, Orygenes, Kodeks Synajski). Jego kanoniczność zakwestionowali dopiero Euzebiusz z Cezarei i Hieronim. Nie jest to list w sensie literackim, lecz rodzaj katechezy, jednak o dość osobistym charakterze. Powstał pomiędzy 70 (zawiera wzmiankę o zburzeniu Świątyni Jerozolimskiej) a 200 rokiem (gdyż wspomina go Klemens Aleksandryjski). Najczęściej przyjmowana jest datacja na okres około 130 roku. Być może miejscem powstania była Aleksandria, za czym przemawia charakterystyczne dla tamtejszych pism częste stosowanie alegorii. Całość liczy 21 rozdziałów. Autor wykazał się gruntowną znajomością Starego Testamentu, jednak interpretuje go w duchu skrajnego antyjudaizmu i wyraża przekonanie o odrzuceniu Izraela przez Boga. Cytuje także Księgę Henocha, uważając ją za kanoniczną. W skład tekstu wchodzi również, znany z innych pism wczesnochrześcijańskich (m.in. Didache), utwór moralizatorski żydowskiego pochodzenia Dwie drogi.
Najważniejszymi rękopisami są Kodeks Synajski (IV wiek) i Codex Hierosolymitanus (XI wiek). Ponadto kilka późnych łacińskich rękopisów.